# باشگاه فوتبال سارایوو
باشگاه فوتبال سارایوو (انگلیسی: Sarajevo Football Club) یک باشگاه فوتبال در شهر سارایوو، بوسنی و هرزگویناست.
این باشگاه در سال ۱۹۴۶ میلادی تأسیس شده و سابقه ۵ قهرمانی در لیگ برتر فوتبال بوسنی و هرزگوین و ۲ قهرمانی در لیگ دسته اول فوتبال یوگسلاوی را در کارنامه دارد.

## افتخارات

### یوگسلاوی
- لیگ دسته اول فوتبال یوگسلاوی:
  - قهرمان (۲): ۱۹۶۶–۶۷، ۱۹۸۴–۸۵
  - نایب قهرمان (۲): ۱۹۶۴–۶۵، ۱۹۷۹–۸۰
- جام حذفی فوتبال یوگسلاوی:
  - نایب قهرمان (۲): ۱۹۶۶–۶۷، ۱۹۸۲–۸۳

### بوسنی و هرزگوین
- لیگ برتر فوتبال بوسنی و هرزگوین:
  - قهرمان (۵): ۱۹۹۸–۹۹، ۲۰۰۶–۰۷،۲۰۱۴–۲۰۱۸/۲۰۱۹٬۲۰۱۹/۲۰۲۰٬۱۵
  - نایب قهرمان (۶): ۱۹۹۴–۱۹۹۵، ۱۹۹۶–۱۹۹۷، ۱۹۹۷–۱۹۹۸، ۲۰۰۵–۰۶، ۲۰۱۰–۱۱، ۲۰۱۲–۱۳
- جام حذفی فوتبال بوسنی و هرزگوین:
  - قهرمان (۵): ۱۹۹۶–۱۹۹۷، ۱۹۹۷–۹۸، ۲۰۰۱–۰۲، ۲۰۰۴–۰۵، ۲۰۱۳–۱۴
  - نایب قهرمان (۲): ۱۹۹۸–۹۹، ۲۰۰۰–۰۱
- سوپر جام فوتبال بوسنی و هرزگوین:
  - قهرمان (۱): ۱۹۹۶–۹۷
  - نایب قهرمان (۲): ۱۹۹۷–۹۸، ۱۹۹۸–۹۹